# Bretazenil
Il bretazenil è uno psicofarmaco imidazopirrolobenzodiazepinico derivato dalla famiglia delle benzodiazepine ed è stato inventato nel 1988. È strettamente correlato nella struttura al flumazenil, sebbene i suoi effetti siano leggermente diversi. È classificato come una benzodiazepina ad alta potenza a causa della sua elevata affinità di legame con i recettori di legame delle benzodiazepine dove agisce come agonista parziale. Il suo profilo e i dati degli studi preclinici suggeriscono che potrebbe avere un profilo di effetti avversi ridotto. In particolare, si dice che il bretazenil causi uno sviluppo meno forte della tolleranza e della sindrome da astinenza. Il bretazenil differisce dalle tradizionali 1,4-benzodiazepine per essere un agonista parziale e perché si lega alle subunità dei recettori GABA A α1, α2, α3, α4, α5 e α6.

## Storia e sviluppo
Bretazenil è stato originariamente sviluppato come ansiolitico ed è stato studiato per il suo uso come anticonvulsivante ma non è mai stato commercializzato. Si tratta di un agonista parziale del recettore GABA A. David Nutt dell'Università di Bristol, ha suggerito bretazenil come una possibile base da cui partire per fare una migliore droga sociale, in quanto visualizza molti degli effetti positivi dell'alcol, come il rilassamento e la socialità, ma con l'assenza degli effetti negativi come l'aggressività, l'amnesia, nausea, perdita di coordinazione, malattie del fegato e danni cerebrali. Gli effetti del bretazenil possono anche essere rapidamente annullati dall'azione del flumazenil, che viene utilizzato come antidoto al sovradosaggio di benzodiazepine, a differenza dell'alcol per il quale non esiste un antidoto efficace e affidabile.
Le benzodiazepine tradizionali sono associate a effetti collaterali come sonnolenza, dipendenza fisica e potenziale abuso. Si sperava che il bretazenil e altri agonisti parziali rappresentassero un miglioramento rispetto alle benzodiazepine tradizionali che sono agonisti completi a causa dell'evidenza preclinica che il loro profilo di effetti collaterali era inferiore a quello delle benzodiazepine agoniste complete. Tuttavia, per una serie di ragioni, bretazenil e altri agonisti parziali come pazinaclone e abecarnil non hanno avuto successo clinico.

## Tolleranza
In uno studio sui topi è stata dimostrata la tolleranza tra il farmaco benzodiazepinico clordiazepossido e il bretazenil. In un primo studio bretazenil è risultato essere in grado di sostituire l'intero agonista diazepam. Le differenze sono probabilmente dovute alle differenze nelle proprietà intrinseche tra i diversi agonisti parziali delle benzodiazepine. Nei ratti è stata anche dimostrata una tolleranza crociata tra il bretazenil e le benzodiazepine agoniste complete. 
Nei ratti la tolleranza agli effetti anticonvulsivanti si sviluppa più lentamente rispetto al diazepam, un agonista completo del sito delle benzodiazepine.

## Farmacologia
Bretazenil ha uno spettro d'azione più ampio rispetto alle benzodiazepine tradizionali poiché è stato dimostrato che ha una bassa affinità di legame con i recettori GABA A α4 e α6 oltre ad agire sulle subunità α1, α2, α3 e α5 che le benzodiazepine tradizionali utilizzano. L'agonista parziale imidazenil, tuttavia, non agisce su queste subunità.  
Una dose di 0,5 mg di bretazenil sono approssimativamente equivalenti nel suo effetto di compromissione psicomotoria a 10 mg di diazepam. Bretazenil produce marcati effetti sedativo-ipnotici se assunto da solo e in combinazione con l'alcol.  
Questo studio sull'uomo indica anche che il bretazenil è forse più sedativo del diazepam. Il motivo è sconosciuto, ma lo studio suggerisce la possibilità che un metabolita agonista completo possa essere generato nell'uomo ma non negli animali precedentemente testati, oppure che ci siano differenze significative nella popolazione dei recettori delle benzodiazepine negli animali e nell'uomo. 
In uno studio sulle scimmie, è stato riscontrato che il bretazenil antagonizza gli effetti delle benzodiazepine ad agonista completo. Tuttavia, è stato scoperto che il bretazenil potenzia gli effetti dei neurosteroidi che agiscono sul sito di legame del recettore GABA A. 
Un altro studio ha scoperto che il bretazenil agiva come un antagonista provocando sintomi di astinenza nelle scimmie che erano fisicamente dipendenti dall'agonista completo benzodiazepina triazolam.
Gli agonisti parziali dei recettori delle benzodiazepine sono stati proposti come possibile alternativa agli agonisti completi del sito benzodiazepinico per superare i problemi di tolleranza, dipendenza e astinenza che limitano il ruolo delle benzodiazepine nel trattamento dell'ansia, dell'insonnia e dell'epilessia.

## Effetti collaterali
Tali effetti avversi sembrano essere meno problematici con il bretazenil rispetto agli agonisti completi. È stato anche scoperto che il bretazenil ha un potenziale di abuso inferiore rispetto agli agonisti completi delle benzodiazepine come il diazepam e l' alprazolam, tuttavia, l'uso a lungo termine di bretazenil dovrebbe comunque provocare dipendenza e assuefazione.
Bretazenil altera il profilo EEG del sonno e provoca una riduzione della secrezione di cortisolo e aumenta significativamente il rilascio di prolattina. Il bretazenil ha proprietà ipnotiche efficaci ma compromette le capacità cognitive negli esseri umani. Bretazenil provoca una riduzione del numero di movimenti tra le fasi del sonno e ritarda il passaggio al sonno REM. Alla dose di 0,5 mg di bretazenil il sonno REM è diminuito e il sonno di fase 2 è allungato.